# Médaille Louis Blériot
Pour les articles homonymes, voir Louis Blériot et Blériot.

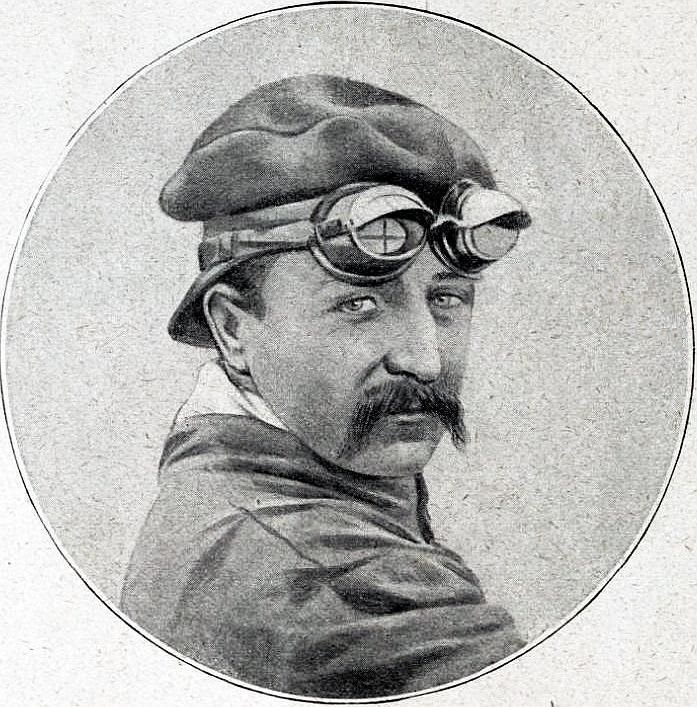
Louis Blériot.

Depuis 1936, la médaille Louis Blériot est décernée par la Fédération aéronautique internationale pour récompenser un aviateur particulièrement méritant. Elle est nommée en l'honneur de Louis Blériot.
Cette distinction peut être décernée au maximum trois fois par an pour un record de vitesse, d'altitude ou de distance dans un avion léger.

## Médailles décernées
- 2018  Walter Extra (GER)
- 2017  Francis J. Roman (USA)
- 2016  Jon M. Sharp (USA)
- 2015  Klaus Ohlmann (GER) deux fois
- 2015  Wesley E. Behel Jr (USA)
- 2014  William M. Yates (USA)
- 2013 -
- 2012 -
- 2011 -
- 2010  Arnold Ebneter (USA)
- 2010  Richard Young (USA)
- 2009 -
- 2008  Jon M. Sharp (USA)
- 2007   -
- 2006   -
- 2005	Dick Rutan
- 2004	Robert L. Gibson[2]
- 2003	Bruce Bohannon
- 2003	Bruce Bohannon
- 2002	Bruce Bohannon
- 2001	Bruce Bohannon
- 2001	Richard C. Keyt
- 2000	Hans Georg Schmid
- 1999	Peter Scheichenberger
- 1998	Jon M. Sharp
- 1997   -
- 1996	James A. Price
- 1996	Jon M. Sharp
- 1995   -
- 1994	Dan E. Parisieu
- 1993	Jon M. Sharp, Sharp Nemesis
- 1992	Michael S. Arnold
- 1992	David W. Timms
- 1991	Peter Scheichenberger
- 1991	Robert L. Gibson, altitude en vol horizontal[3]
- 1991	Peter Urach
- 1990   -
- 1989	Eric Scott Winton
- 1989	Richard J. Gritter
- 1989	Kirk D. Hanna
- 1988	Wilhelm Lischak
- 1988	Yves Duval
- 1987	Norman E. Howell
- 1986	Wilhelm Lischak
- 1985	John E. Saum
- 1984	F. Gary Hertzler
- 1984	Richard Flohr
- 1983	Phillip C. Fogg
- 1982	A.J. Smith
- 1981	Dick Rutan
- 1980	Charles Andrews
- 1979	Gerald G. Mercer
- 1978   -
- 1977	Oleg A. Boulyguine
- 1976	W.M. Pomeroy
- 1976	Rodney T. Nixon
- 1975	Edgar J. Lesher
- 1974	not awarded
- 1973	Edgar J. Lesher
- 1972	Roy Windover
- 1971   -
- 1970	Edgar J. Lesher
- 1969	Hal Fishman
- 1969	Barry Schiff
- 1968	Donald C. Sinclair
- 1967	Edgar J. Lesher
- 1966	William C. Brodbeck
- 1966	Raymond Davy
- 1965	Geraldine "Jerrie" Mock
- 1964	Adriano Mantelli
- 1963	Raymond Davy
- 1962	Adriano Mantelli
- 1961   -
- 1960	Raymond Davy
- 1959   -
- 1958   -
- 1957	Kaarl Henrik Juhani Heinonen
- 1956	Richard V. Ohm
- 1956	L. Stastny
- 1956	F. Novak
- 1955	Peder Ib Riborg Andersen
- 1954	Iginio Guagnellini
- 1953	William D. Thompson
- 1953	Iginio Guagnellini
- 1952	Max Conrad
- 1951	Caro Bayley
- 1951	A. Rebillon
- 1950	John F. Mann
- 1950	R.R. Paine
- 1949	René Leduc
- 1949	William P. Odom
- 1949	Anna Bodriaguina
- 1948   -
- 1947   -
- 1946   -
- 1945   -
- 1944   -
- 1943   -
- 1942	-
- 1940	-
- 1939	-
- 1938	André Japy
- 1938	Helmut Kalkstein
- 1938	Steve Wittman
- 1937	-
- 1936	Stanisław Skarżyński
- 1936	Maurice Arnoux
- 1936	Furio Niclot Doglio
- 1936	Me Becker (France)